# 인천전문대학
인천전문대학(仁川專門大學, Incheon Technical University)은 인천광역시 미추홀구에 있었던 대한민국의 사립 전문대학이다. 1994년 사립 교육기관에서 공립 교육기관으로 변경되었으며, 2010년 공립 인천대학교와 통합하였고, 50년만에 폐지되었다.

## 연혁
- 1969년: '인천공업고등전문학교' 설립
- 1971년: '인천체육전문학교' 설립
- 1975년 '인천공업고등전문학교'를 '인천공업전문학교'로 변경
- 1979년: '인천공업전문대학'과 '인천체육전문대학'으로 각각 개편
- 1981년: '인천전문대학'으로 통합
- 1994년: 시립으로 전환
- 2010년: 인천대학교와 통합

## 같이 보기
- 인천대학교
- 인천전문대학 여자축구단